# 黒くぬれ!
「黒くぬれ!」（Paint It, Black）は、ローリング・ストーンズの楽曲。1966年、シングルとして発表された。作詞作曲はミック・ジャガーおよびキース・リチャーズ。全英、全米共に1位を記録。

## 概要
ストーンズの音楽的起源であるR&Bに倣った従来の作風から前進し、アルバム『アフターマス』と共にバンドの新機軸を打ち出した作品である。ミック・ジャガーはこの曲を「トルコっぽい曲だ」と表現している。ストーンズが本格的にシタール(ブライアン・ジョーンズによる演奏)を取り入れた最初の事例としても知られる。ジョーンズはビートルズのジョージ・ハリスンからシタールを習ったが、ジョーンズは数分もしないうちに奏法を習得したという。ハリスンはストーンズに先んじて、ビートルズの「ノルウェイの森」でシタールを使用していたため、ビートルズの模倣と評されたこともあったが、それに対しジョーンズは「くだらない話だ。俺たちがギター弾くからって、他のグループが真似してるってことになるのか？」と反論し、さらに「みんなこれが新しいトレンドになるのかどうか訊いてくるけど、個人的にはそうなってほしくないね」と付け加えている。
この曲は、1966年3月6日から9日にかけて、アメリカ合衆国カリフォルニア州ロサンゼルスのRCAスタジオで録音された。作詞・作曲について、リチャーズは自著で「俺がメロディを書き、ミックが歌詞を書いた」と述べているが、ビル・ワイマンはこの曲が作られた経緯について、彼がスタジオでハモンドオルガンを弾いている時、チャーリー・ワッツがそのリズムに乗り、ジョーンズがシタールでメロディラインを弾き出したのが発端であると説明している。そのため、作曲クレジットは全員の共作を意味する「ナンカー・フェルジ」であるべきだと自著で主張している。リチャーズも2003年のインタビューで「この曲はビルがオルガンで作ったと言うべきだろうな」と改めて語っている。またワイマンは、この曲に2本のベースラインを置いたが、低音が不足していたため、オルガンペダルをさらに追加した。ワイマンはペダルを足ではなく手で叩いたという。
この曲のオリジナルタイトルは「Paint it, Black」とコンマが入るが、これはメンバーの意思ではなく、所属レーベルのデッカ・レコードによってつけられたものだった。しかしコンマが入ると「黒く塗れ」ではなく「塗れよ、黒人」という意味にとれてしまうため、近年ではコンピレーションアルバムなどに収録される際にはコンマなしの表記にされている。

## 評価
イギリスでは『アフターマス』が発売された約1か月後の1966年5月13日にシングルとして発売され、チャート1位を記録した。アメリカではイギリスより1週早い5月7日にシングルとして発売され、Billboard Hot 100で1位（2週連続）を記録し、6月に発売された『アフターマス』アメリカ盤にも収録された。イギリスでは6作目、アメリカでは3作目のチャート1位獲得作品となった。その他、カナダ、オランダでも1位を獲得している。1990年にも再発され、イギリスでは61位だったがオランダでは再び1位となった。
『メロディ・メイカー』誌は「この曲は、おそらくピーター・セラーズがソフィア・ローレンに出会った時以来の、パンジャブ（パキスタンの州）を揺るがす大きな出来事をポップの世界にもたらすだろう」と絶賛し、ニュー・ミュージカル・エクスプレスは「静かに始まり、突然レコードがターンテーブルから振動で外れそうな、足を鳴らすようなビートが爆発する。呼び物はシタールを用いた点で、ミックとキースは東洋の見地からこの曲を共作した」と評した。「ローリング・ストーンの選ぶオールタイム・グレイテスト・ソング500」において、213位にランクイン。

## 演奏メンバー
※出典：
- ミック・ジャガー - リード＆バッキングボーカル、パーカッション
- キース・リチャーズ - エレクトリックギター、アコースティックギター、バッキングボーカル
- ブライアン・ジョーンズ - アコースティックギター、シタール
- ビル・ワイマン - ベース、オルガンペダル
- チャーリー・ワッツ - ドラムス
- ジャック・ニッチェ - ピアノ

## コンサートパフォーマンス
リリースから間もない1966年6月から始まった北米ツアーからセットリストに入れられ、翌年の1967年まで演奏されていた。また当時の音楽番組でもたびたび披露され、『エド・サリヴァン・ショー』に出演した際にも、ジョーンズは座ってシタールを弾いていた。しかし、その後20年以上にわたり演奏されなくなる。1989年から1990年にかけての「スティール・ホイールズ～アーバン・ジャングル」ツアーから再び取り上げられるようになり、以降1998年から直近の2021年まで演奏され続けている。公式ライブ盤では1991年の『フラッシュポイント』や2004年の『ライヴ・リックス』、2008年の『シャイン・ア・ライト』にそれぞれ収録され、また複数の映像作品にも収録されている。1970年にリリースされたバンド2作目のライブアルバム『ゲット・ヤー・ヤ・ヤズ・アウト』には、「悪魔を憐れむ歌」の演奏前にこの曲をリクエストする観客の声がそのまま収録されている。

## メディアでの使用
映画『フルメタル・ジャケット』や『ディアボロス/悪魔の扉』のエンドクレジットで使用されたほか、テレビドラマ『Tour of Duty』のオープニング・テーマに使用された。またテレビドラマ『ウエストワールド』の複数のエピソードにてオーケストラアレンジされたものが、2015年公開の映画『ラスト・ウィッチ・ハンター』ではシアラによるカバー音源が、2023年公開の映画『ジョン・ウィック:コンセクエンス』ではマリー・ラフォレによるカバー音源『Marie Douceur, Marie Colère』が使用された。

## ヒットチャート

### 週間チャート
| チャート (1966年)                 | 最高位 |
| --------------------------------- | ------ |
| オーストリア (Ö3 Austria Top 40)  | 2      |
| ベルギー (Ultratop 50 Flanders)   | 3      |
| ベルギー (Ultratop 50 Wallonia)   | 8      |
| カナダ トップシングルス (RPM)     | 1      |
| ドイツ (GfK Entertainment charts) | 2      |
| アイルランド (IRMA)               | 2      |
| オランダ (Dutch Top 40)           | 1      |
| オランダ (Single Top 100)         | 1      |
| ノルウェー (VG-lista)             | 2      |
| スペイン (AFE)                    | 4      |
| UK (Record Retailer)              | 1      |
| US Billboard Hot 100              | 1      |

| チャート (1990年)               | 最高位 |
| ------------------------------- | ------ |
| ベルギー (Ultratop 50 Flanders) | 11     |
| ヨーロッパ (Eurochart Hot 100)  | 52     |
| オランダ (Dutch Top 40)         | 1      |
| オランダ (Single Top 100)       | 1      |
| UK シングルス (OCC)             | 61     |

| チャート (2007年)                 | 最高位 |
| --------------------------------- | ------ |
| ドイツ (GfK Entertainment charts) | 49     |

| チャート (2012年) | 最高位 |
| ----------------- | ------ |
| フランス (SNEP)   | 127    |

| チャート (2022年)          | 最高位 |
| -------------------------- | ------ |
| ハンガリー (Single Top 40) | 29     |

### 年間チャート
| チャート (1966年)                | 順位 |
| -------------------------------- | ---- |
| オーストリア (Ö3 Austria Top 40) | 10   |
| ベルギー (Ultratop Flanders)     | 31   |
| オランダ (Dutch Top 40)          | 14   |
| UK Record Retailer               | 30   |
| US Billboard Hot 100             | 21   |

| チャート (1990年)         | 順位 |
| ------------------------- | ---- |
| オランダ (Dutch Top 40)   | 14   |
| オランダ (Single Top 100) | 10   |

## カバー
- クリス・ファーロウ - アルバム『The Art of Chris Farlowe』（1966年）に収録。
- エリック・バードン&ジ・アニマルズ - アルバム『ウィンズ・オブ・チェンジ』（1967年）に収録。
- エリック・バードン&ウォー - アルバム『The Black-Man's Burdon』 (1970年)に収録。
- フレイミン・グルーヴィーズ - アルバム『Flamin' Groovies Now』 (1978年)に収録。
- W.A.S.P. - アルバム『魔人伝』リイシューCD（1998年）に収録。
- エコー&ザ・バニーメン - ライブアルバム『The Cutter』（1991年）に収録。
- マイティ・レモン・ドロップス - シングル「Fall Down (Like the Rain)」（1988年）のカップリングとして収録。
- ディープ・パープル - ライブアルバム『Scandinavian Nights』（1988年）に収録。
- U2 - シングル「ワイルド・ホーセズ」[注 2]（1992年）のカップリングとして収録。
- ロベルト・カッチャパーリア - アルバム『Angelus Rock 』（1992年）に収録。
- THE ZOLGE - ベストアルバム『Deadly Sanctuary』（1992年）に収録。
- グレン・ティプトン - アルバム『Baptizm Of Fire』（1997年）に収録。
- レイジ - アルバム『XIII』（1998年）に収録。
- マーク・アーモンド - アルバム『Philharmania - Vol. 1』（1998年）に収録。
- アース・クライシス - アルバム『Last of the Sane』（2001年）に収録。
- ヴァネッサ・カールトン - アルバム『ビー・ノット・ノーバディ』（2002年）に収録。
- ザ・ブラック・ダリア・マーダー - シングル「A Cold-Blooded Epitaph」（2002年）のカップリングとして収録。
- モナリザ・ツインズ - アルバム『Play Beatles & More Vol.2』（2018年）に収録。
- イングヴェイ・マルムスティーン - アルバム『ブルー・ライトニング』（2019年）に収録。

他多数。